# Агеев, Иван Алексеевич
Ива́н Алексе́евич Аге́ев (21 октября [3 ноября] 1908 — 14 апреля 1984) — участник Великой Отечественной войны (командир 32-го гвардейского артиллерийского полка 13-й гвардейской стрелковой дивизии 5-й армии 1-го Украинского фронта, гвардии подполковник), Герой Советского Союза (1945), полковник.

## Биография
Русский по национальности, Агеев родился в семье рабочего. После получения неоконченного среднего образования местом работы для него стала промартель «Коммунар» в Туле. Был призван в Красную Армию в 1930 году. В 1932 году вступил в ВКП(б). После призыва прошёл обучение в артиллерийском училище, а затем — в 1938 году — на курсах усовершенствования командного состава.
На фронте оказался уже в июне 1941 года. 12 января 1945 года 32-й гвардейский артиллерийский полк, командование которым принял Агеев, будучи в звании гвардии подполковника, своим огнём помог осуществить успешный прорыв глубоко эшелонированной вражеской обороны. Местом прорыва стал сандомирский плацдарм, севернее местечка Стопница. Далее полк продолжил наступление, наладив в ходе его взаимодействие с подразделениями стрелковых частей. В результате было оказано содействие в захвате и уничтожении узлов сопротивления врага. К концу января — началу февраля относятся форсирование Агеевым вместе с передовыми стрелковыми подразделениями реки Одер южнее города Олава и организация переправы на левый берег батарей, для чего использовались подручные средства. В заслугу Агеева также входит личное управление огнём своих батарей при многочисленных случаях вражеских контратак. В период с 12 января по 3 февраля 1945 года на счету полка уничтожение 5 танков и штурмовых орудий, 8 тягачей и БТР, 4 миномётных батарей и прочей боевой техники, а также многочисленной живой силы противника. 27 июня 1945 года последовало присвоение Агееву звания Героя Советского Союза.
После окончания войны Агеев остался на службе в армии до ухода в отставку в 1958 году в звании полковника. Проживая в Киеве, работал нештатным инструктором райкома партии.

## Награды
- Медаль «Золотая Звезда» Героя Советского Союза[3]
- Два ордена Ленина[3]
- Три ордена Красного Знамени[3]
- Орден Александра Невского[3]
- Орден Отечественной войны II степени[3]
- Два ордена Красной Звезды[3]
- Медали[3]

## Память
- В честь Героя в городе Алексине Тульской области установлена стела[3].